# Beccariella macrocarpa
Beccariella macrocarpa är en tvåhjärtbladig växtart som först beskrevs av Pieter van Royen, och fick sitt nu gällande namn av Swenson, Bartish och Jérôme Munzinger. Beccariella macrocarpa ingår i släktet Beccariella och familjen Sapotaceae. Inga underarter finns listade i Catalogue of Life.